# Discografia di Mario Lanza

## Singoli
RCA Victor 
- 1950: Be My Love / I’ll Never Love You (RCA Victor, 10-1561)
- 1950: O Sole Mio / Mattinata (RCA Victor, 49-0902)
- 1951: Granada / Lolita (RCA Victor, 12-1192)
- 1953: Song Of India / If You Were Mine (RCA Victor, 49-4209)
- 1954: Granada / Lolita (RCA Victor, 47-9126 / RCA Victor, 49-4213)
- 1954: I'll Walk With God / Beloved (RCA Victor, 49-4216)
- 1954: Serenade / Deep In My Heart (RCA Victor, 49-4218)
- 1955: Ave Maria / I'll Walk With God (RCA Victor, 47-6334)
- 1957: Be My Love / The Loviest Night Of The Year (RCA Victor, 47-6334)
- 1957: Never Till Now / Come Dance With Me (RCA Victor, 47-7119)
- 1957: A Night To Remember / Behold! (RCA Victor, 47-6915)
- 1957: Granada/Mamma mia che vo' sape' (RCA Italiana, N 0618)
- 1957: Arrivederci Roma/It's the Loveliest Night of the Year (RCA Italiana, N 0633)
- 1958: Silent Night/First noel (RCA Italiana, N 0698)
- 1958: Come prima/'o sole mio (RCA Italiana, N 0732)
- 1958: There's Gonna Be a Party Tonight / Imitation Sequence (RCA, ERA 115)
- 1959: O Sole Mio / For The First Time (Come Prima) (RCA, 47-7439)
- ????: I'll Walk With God / Guardian Angels (RCA, 47-7622)
- ????: The Lord's Prayer / I'll Walk With God (RCA, RCA 1094)
- ????: Ave Maria / Because (RCA, RCA 1123)
- 1960: Because You're Mine / The Donkey Serenade (RCA, 45-RCA 1166)
- ????: Only A Rose / Be My Love (RCA, RCA 1210)
- ????: Vesti La Giubba (On With The Play) / Ave Maria (RCA Victor, 10-3228)
- ????: Oh, Holy Night / The Virgin's Slumber Song (RCA Victor Red Seal, 49-1338/12-1285)
- ????: Because / For You Alone (RCA Victor Red Seal, 49-3207)
- ????: Mamma Mia Che Vo' Sape? (What My Mother Wants To Know) / Core 'Ngrato (Ungrated Heart) (RCA Victor Red Seal, DM 1330)
- ????: Ave Maria / The Lord's Prayer (RCA, 447-0774)
- ????: Drink, Drink, Drink / Giannina Mia (RCA, 447-0775)
- ????: Oh, Holy Night / I'll Walk With God (RCA, 447-0777)
- ????: Arrivederci Roma / For The First Time (Come Prima) (RCA, 447-0853)

 HMV (His Master's Voice - La Voce del Padrone) 
- 1950: Che Gelida Manina (Your Tiny Hand Is Frozen) / Core 'Ngrato (Ungretful Hear) (HMV, D.B. 21017)
- 1950: Mattinata / Cielo e mar! (HMV, D.B. 21302)
- 1950: Lolita / Granada (HMV, D.B. 21310)
- ????: Be my love / The Bayou lullaby (HMV, D.A. 1964)
- ????: I'll never love you/Tina-Lina (HMV, D.A. 1965)
- ????: La Donna E Mobile (Woman Is Fickle) / The Loveliest Night Of The Year (HMV, D.A. 1965)
- 1951: Because / Ave Maria (HMV, D.A. 1982)
- 1951: E lucevan le stelle / Vest la giubba (HMV, D.A. 1983)
- 1951: E lucevan le stelle / Vest la giubba (HMV, D.A. 1983)
- 1951: Questa o quella / Recondita Armonia (HMV, D.A. 1989)
- 1952: 'A Vucchella / Marechiane (HMV, D.A. 1989)
- ????: Marechiare / 'A Vucchella (HMV, D.A. 1996)
- ????: Temptation / Lycia (HMV, D.A. 2002)
- 1954: Because you're mine / The song angels sing (HMV, D.A. 2017)
- ????: You do something to me / Lee-ah-loo (HMV, D.A. 2020)
- ????: The Lord's Prayer / Guardian Angels (HMV, D.A. 2024)
- ????: Song of India / If you were mine (HMV, D.A. 2048)
- ????: Call me fool / You are my love (HMV, D.A. 2051)
- 1954: Beloved / I'll walk with God (HMV, D.A. 2062)
- 1954: Drinking song / Serenade (HMV, D.A. 2065)
- ????: Deep in my heart, dear (w Elizabeth Doubleday) (HMV, D.A. 2066)
- ????: Summertime in Heidelberg (w Elizabeth Doubleday) / Gaudeamus igitur (HMV, D.A. 2070)
- ????: Away in a manger / We three kings of orient are (HMV, D.A. 2072)
- ????: If I loved you / Romance (HMV, D.A. 2074)
- ????: This land / Earthbound (HMV, D.A. 2086)
- ????: O Come All Ye Faithful (HMV, 7EB 6008)
- ????: Christmastide With Lanza (HMV, 7EB 6020)
- ????: Romance In Song (HMV, 7EB 6025)

## Album
- 1951: Melodies From The Film "The Great Caruso" (HMV, ALP 1071)
- 1954: Il principe studente (film 1954) (RCA Italiana, A10V 0004)
- 1954: The Student Prince (RCA Victor, LM-1837)
- 1954: A Kiss And Other Love Songs (RCA Red Seal, LM-1860)
- 1955: The Touch Of Your Hand (RCA Victor Red Seal, LM-1927)
- 1956: The Magic Mario (RCA Red Seal, LM-1943)
- 1956: Mario Lanza In "Serenade" (RCA Victor Red Seal, LM-1996)
- 1958: Seven Hills Of Rome (RCA Victor, LM-2211/RCA, RA 13001)
- 1958: The Great Caruso (RCA Victor Red Seal, LM-1127)
- 1958: Mario! (RCA Victor Red Seal, LM-2331)
- 1959: Mario Lanza In "Serenade" (RCA Victor Red Seal, LSC-2338)
- 1959: Musica proibita (RCA Red Seal, LSC-2393)
- 1959: Canzoni Napoletane (RCA Italiana, LSP 10051)
- 1959: Lanza Sings Christmas Carols (RCA Victor, LM-2029/RCA Victor Red Seal, LM-2333/RCA Italiana, LSP 10065)
- 1960: Caruso Favorites (RCA Victor Red Seal, LM-2393/RCA Italiana, 10077)
- 1960: The Desert Song (RCA Victor Red Seal, LM-2440)
- 1961: The Vagabond King (RCA Victor Red Seal, LM-2509)
- 1962: I'll Walk With God (RCA Victor Red Seal, LM-2607)
- 1963: You Do Something To Me (RCA Camden, CAL 450)
- 1963: Christmas Hymns And Carols (RCA Camden, CAL 777)

LM is for mono LSC is for stereo

## EP
- 1949: That Midnight Kiss
- 1952: Selections From "Because You're Mine" (RCA Victor, ERA-51)
- 1952: Four Neapolitan Songs (RCA Red Seal, ERA-100)
- 1953: Mario Lanza in Movie Hits (RCA Victor, ERA-130)
- 1954: Mario Lanza Sings Because (RCA Victor, ERA-222)
- 1954: Mamma, quel vino è generoso (HMV, 7EB 6005)
- 1954: Mario Lanza Sings The Hit Songs From The Student Prince (RCA Victor, ERB 1837)
- 1955: The Student Prince (RCA, RCX 133)
- 1956: Four Favorite Christmas Carols (RCA Victor, ERB 1837)
- 1956: Mario Dá Suerte (RCA, 3-26071)
- 1956: Serenade (RCA Victor, ERB 70-2)
- 1957: Mario Lanza a Broadway n° 1 (RCA Italiana, A72V 0137)
- 1957: Granada/Mamma mia che vo' sape'/The Lord's Prayer/Yours is My Heart Alone (RCA Italiana, A72V 0150)
- 1957: Core 'ngrato/The Donkey Serenade/Because/Serenata (RCA Italiana, A72V 0151)
- 1957: Mario Lanza a Broadway n° 2 (RCA Italiana, A72V 0157)
- 1957: Mario Lanza a Napoli (RCA Italiana, A72V 0164)
- 1958: Arrivederci Roma (RCA Italiana, A72V 0204)
- 1958: I'll walk with God / Guardian Angels / The Lord's Prayer / Ave Maria (Bach/Gounod) (RCA Victor, EPA 5048)
- 1959: The Loveliest Night Of The Year (RCA Victor, EPA 5083)
- 1959: Mario Lanza a Valencia (RCA Italiana, EPA 30-302)
- 1959: Serenata de las mulas / Siboney / Bésame mucho / Rose Marie (RCA Victor, 33027/3-20533)
- 1960: Film Hits (RCA, RCX 1056)
- 1960: Vieni sul mar (RCA, 86281)
- 1961: Be My Love (RCA, RCX 1025)
- 1961: "Maria Marì" / "Funiculì funiculà" / "Tu ca nun chiagne" / "'Na sera 'e maggio" / "Comme facette mammeta" / "Dicitencello vuje" (RCA, LPC-31002)
- 1961: Granada / Valencia / Lolita / La Danza (RCA, LPC-5025)
- 1962: Begin The Beguine / Noche Y Día / O Sole Mio / Core Ingrato (RCA Victor, 3-20450)
- 1963: Because (RCA Victor, 86 202)